# Le Petit Chaperon chauffé à blanc
Pour plus de détails, voir Fiche technique et Distribution.
Le Petit Chaperon chauffé à blanc (Red Hot Riding Hood) est un cartoon réalisé par Tex Avery en 1943. Ce dessin animé est une réécriture du célèbre conte Le Petit Chaperon rouge.
Le film débute alors que, lassés de toujours jouer les mêmes rôles, le Petit Chaperon rouge, sa grand-mère et le Loup demandent une nouvelle version du conte. Dans celle-ci, le Petit Chaperon rouge devient une pin-up travaillant dans un cabaret.

## Synopsis
Tout commence comme dans le conte originel du Petit Chaperon rouge. Mais très vite, les personnages sont lassés de toujours rejouer la même histoire et demandent une nouvelle version du conte.
Rebaptisé Red Hot Riding Hood, l'histoire recommence à Los Angeles. Le Loup arrive dans le night club dans lequel le Petit Chaperon rouge exécute un numéro de pin up. Subjugué, le Loup l'invite à passer la soirée avec lui, mais la jeune fille a promis de rendre visite à sa grand-mère. Bien décidé à ne pas laisser sa belle partir, le Loup se rend chez « Grandma » où il ne trouve pas celle qu'il cherchait, mais son aïeule. S'ensuit une course poursuite folle, le Loup essayant de s'enfuir de chez la vieille dame nymphomane, qui elle-même tente de le charmer et de l'embrasser. Après être tombé du haut du gratte-ciel dans lequel vit Grandma, il promet de ne plus jamais se laisser tenter par une femme.
Cependant, il revoit le Petit Chaperon Rouge et, de nouveau tombé sous son charme, se suicide tandis que son fantôme acclame la jeune fille comme au début de l'épisode.

## Fiche technique
- Réalisateur : Tex Avery
- Animateurs : Irven Spence (non crédité), Preston Blair (non crédité), Ed Love (non crédité) et Claude Smith (artiste agencement non crédité)
- Musique : Scott Bradley (musique originale) (non crédité), Imogene Lynn (département musique) (non crédité)
- Producteur : Fred Quimby pour la Metro-Goldwyn-Mayer cartoon studio (non crédité), Loew's Incorporated
- Distribution : Métro-Goldwyn-Mayer, Loew's Incorporated (seulement aux États-Unis et au cinéma)
- Genre : comédie, film d'animation
- Pays :  États-Unis
- Langue : anglais
- Format : couleur (Technicolor) - 1,37:1 – Monophonique - 35 mm
- Durée: 7 minutes
- Date de sortie : 8 mai 1943 (États-Unis), 2 mai 1953 (reprise États-Unis), 21 août 1999 (reprise Japon)

## Distribution
Version originale
- Sara Berner : Red/Grandma/Short Cigarette Girl (voix) (non crédité)
- Daws Butler : Wolf Howl (voix) (non crédité)
- June Foray : Tall Cigarette Girl (voix) (non crédité)
- Frank Graham : Wolf (voix) (non crédité)
- Kent Rogers : Wolf (quelques répliques) (voix) (non crédité)
- Connie Russell : Red (voix chantante) (non crédité)

## Autour du cartoon
- Red Hot Riding Hood est arrivé septième dans la liste de « The 50 Greatest Cartoons » en 1994[2].
- Le film a été produit avant Droopy fin limier. À l'origine, la fin était différente : condamné par le juge de paix (qui a la tête de Tex Avery) à se marier, le Loup et Grandma ont eu trois petits loups ; ceux-ci, avec leur père, acclament à leur tour le numéro de Red. Cependant, cette fin a été censurée à cause de la notion de zoophilie qu'elle sous-entendait[3],[4].
- À sa sortie (en 1943), le cartoon fut censuré dans un premier temps, sauf pour les G.I.'s qui purent le voir en version intégrale à la demande de certains de leurs officiers[3],[4].
- Le personnage de Red apparaît dans d'autres cartoons tels Cendrillon fait les trois huit (Swing Shift Cinderella) en 1945 ou Les Deux Chaperons rouges (Little Rural Riding Hood) en 1949.

## Influence
- Ce cartoon a influencé le film The Mask, notamment s'agissant du numéro de Tina Carlyle (Cameron Diaz). Un extrait de ce dessin animé peut par ailleurs être vu à la télévision chez Stan Ipkiss (Jim Carrey).
- Dans Qui veut la peau de Roger Rabbit, la scène où Jessica Rabbit chante ressemble énormément à celle de Red Hot Riding Hood. Si Eddy Valiant est plus sage que le loup de Red Hot Riding Hood, on entend clairement dans la bande son des sifflements et des cris similaires à ceux de Wolfie, émis par les autres spectateurs.